# Riverside (banda)
Riverside es una banda polaca de rock progresivo originaria de Varsovia. Fue fundada en el año 2001 por Mariusz Duda, Piotr Grudziński y Piotr Kozieradzki, todos amantes de la música progresiva, y se embarcaron en un proyecto que publicó su primer álbum, Out of Myself, en 2003. Después de la edición de este trabajo, Riverside firmó un contrato con InsideOut Music, un sello en el que publicaron en 2005 Second Life Syndrome. Un año después grabaron y publicaron el EP Voices in my Head. Ya en 2007 lanzaron Rapid-Eye Movement, cuyo éxito les valió para ser teloneros de Dream Theater en su gira por Europa. En  2009 la banda publicó Anno Domini High Definition, en dos versiones, una sencilla y otra doble. El segundo CD de la versión doble consistía en un DVD con partes de su concierto en Ámsterdam (12/10/2008). El álbum consta de 5 canciones de tono conceptual, que versan sobre la hiperactividad del mundo moderno. En 2011 publicaron Memories in my Head, un miniálbum de cuatro temas que se incluyeron en la gira “Décimo Aniversario” de ese mismo año.  El último álbum de estudio de la banda hasta la fecha es ID.Entity, publicado en 2023.

## Formación
- Mariusz Duda - voz, bajo y guitarra acústica.

Mariusz Duda fue el último miembro en unirse a la banda. Vocalista y bajista, pronto se convirtió en el líder de Riverside. También toca la guitarra y los teclados. Antes de estar en la banda formó parte de Xanadu, formación de rock progresivo, donde tocaba el teclado. Las grabaciones de Xanadu se han convertido en curiosidad buscada por los fans de Riverside.
- Piotr Grudziński - guitarra.

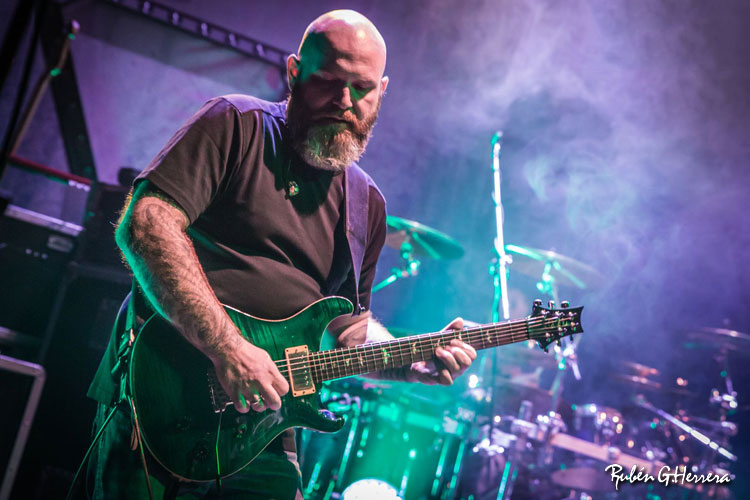
Piotr Grudzinski, guitarrista de Riverside

Piotr “Grudzien” Grudznski ya era un experimentado guitarrista en el momento de fundar Riverside, habiendo formado parte durante 10 años de la banda Unnamed. A pesar de no ser un grupo muy famoso, contaba con cierto respeto entre la comunidad del metal. La búsqueda de nuevos sonidos  le llevó a ser cofundador de Riverside. Falleció el 21 de febrero de 2016.
- Michał Łapaj - teclados y voces.

Michał Lapaj sustituyó al anterior teclista,  Jacek Melnicki, cuando éste abandonó la formación. Según el artista, cuando le ofrecieron unirse a Riverside pensó que sería otro grupo más pero rápidamente cambió de opinión al escuchar su primer trabajo.
- Piotr Kozieradzki - batería.

La idea de Riverside partió de Piotr “Mittloff” Kozieradzki y Piotr Grudzinski. Ambos pensaron en formar un grupo de música progresiva, e incluyeron al vocalista Duda en el proyecto en cuanto escucharon sus improvisaciones. Kozieradski es una figura respetada en el mundo del death metal, contando una gran reputación como batería. Antes de Riverside estuvo en Hate y Domain, ambos grupos de death metal.

## Discografía

### Álbumes de estudio
- Out of Myself (2004)
- Second Life Syndrome (2005)
- Rapid Eye Movement (2007)
- Anno Domini High Definition (2009)
- Shrine of New Generation Slaves (2013)
- Love, Fear and the Time Machine (2015)
- Wasteland (2018)
- ID.Entity (2023)

### Álbumes en directo
- Reality Dream (2008)
- Lost'n'Found - Live in Tilburg (2017)
- Wasteland Tour 2018-2020 (2020)
- Live ID (2025)

### Álbum recopilatorio
- Reality Dream Trilogy (2011)
- Eye of the Soundcape (2016)
- Riverside 20 - The Shorts & the Longs (2021)

### EP
- Voices in My Head (2005)
- Memories in My Head (2011)
- Acoustic Session (2019)

### Sencillos
- Loose Heart (2004)
- Conceiving You (2005)
- 02 Panic Room (2007)
- Schizofrenic Prayer (2008)
- Celebrity Touch (2012)
- Shine/Time Travellers (2016)
- Vale of Tears (2018)
- River Down Below (2018)
- Lament (2018)
- Story of My Dream (2021)
- I'm Done with You (2022)
- Self-Aware (2022)
- Friend or Foe? (2023)